# 박성훈 (기업인)
박성훈(朴盛壎, 1945년 2월 3일~ )은 대한민국의 기업인으로 교육업체인 재능교육을 설립하였으며, 현 재능그룹 회장이다.

## 생애
박성훈은 1945년 생으로 부산고등학교(16회), 고려대학교 상대를 졸업, 대기업 사원으로 근무하다 미국 유학 후, 1977년 재능교육을 설립하고 스스로학습법을 기반으로 한 방문형 교육 사업을 도입했다.
스스로학습법은 ‘인간은 무한한 가능성을 갖고 있으며 스스로 학습할 수 있는 환경만 주어지면 누구나 창의적인 인재로 성장할 수 있다’는 믿음에 바탕을 두고 있다. 그 믿음을 바탕으로 독창적인 스스로학습시스템을 구축하였고 이는 재능교육의 성장 기반이 되었다.
1977년 재능교육 출범 이후 다양한 영역으로 국내외 교육사업을 확장해 국내에서는 교육, 출판, 인쇄, 유통, 방송, 문화, 예술, IT, 연수, 학교법인 등을 망라하는 종합 교육 문화기업으로 성장시켰다. 해외도 미국, 캐나다, 중국, 홍콩, 호주, 뉴질랜드 등으로 진출했다.

## 경력
- 1977년 5월: (주)재능교육 설립
- 1992년 3월: 해외법인 JEI Self-Learning Systems,Inc. (US) President
- 1992년 11월 : (주)재능출판 설립(2001년 5월 재능아카데미로 사명 변경)
- 1992년~현재 : 재단법인 재능문화 이사장
- 1993년 6월: (주)재능컴퓨터 설립
- 1993년 6월: (주)재능유통 설립
- 1993년 9월: (주)재능인쇄 설립
- 1995년 : 해외법인 JEI Self-Learning Systems Limited (NZ) Chairman
- 1997년 1월: 재능셀프러닝(주) 설립
- 1997년 2월~현재 : 학교법인 재능학원 이사장 (재능대학교, 재능고, 재능중)
- 1997년 6월 : 해외법인 JEI Hong Kong, Ltd. (HK) Chairman
- 1997년 12월: 해외지점 Jaeneung Education Company Limited. (AU)
- 1998년 3월: 재능TV / JEI English TV 개국
- 1999년 4월~2007년 4월: (주)재능교육 회장
- 2003년 4월: 해외법인 北京嘉育培訓有限公司(북경) 설립, 이사회장
- 2007년 5월~현재: JEI 재능그룹 회장
- 2011년 5월: 재능e아카데미 출범
- 2016년 11월: (주)재능홀딩스 설립
- 2019년 12월: (주)재능방송 법인 분리

## 공익사업
- 1988년~ 전국 초등학교 수학경시대회 주최, 재능글짓기교실 개최
- 1989년~ 한국 우주정보소년단 후원
- 1991년~ 전국 재능시낭송대회 주최(초등부/증고등부/대학 성인부), 전국 초등학교 한자실력경시대회 주최
- 1992년~ 대한수학회 지원, 한국초등수학교육연구회 지원, 한국글짓기지도회 후원, 색동회/색동어머니회 후원
- 1994년~ 전국 동화구연대회 개최
- 1995년~ 전국 초,중학교 영어경연대회 주최, 한글문학회 지원, 재능문화마을 캠프 지원
- 1996년~ 재능기 전국 초등학교 배구대회 주최
- 2013년~ 대한민국 한옥공모전 대상을 수상한 한옥스테이 '산청율수원'개원, 전통 교육 및 체험의 장 제공
- 2015년~ 세계적 건축가 안도타다오가 서울 사대문 안에 지은 최초의 건축물 JCC(재능문화센터) 개관.   음악/공연/전시/강연 등 다양한 문화예술 활동 전개

## 저서
- 「스스로학습이 희망이다」(2017)
- 「재능교육 스스로학습법의 힘」(2009)
- 「재능은 스스로 키우는 사람의 몫이다」(1999)

## 수상 경력
- 1993년 대통령 표창(국가산업기여 공로)
- 1994년 색동회상 (어린이 문화발달과 정서함양 활동기여 공로), 재무부장관 표창(성실납세)
- 1995년 교육부장관상(교육정책홍보 유공자)
- 1998년 재정경제부장관 표창(성실납세)
- 2002년 한국인재경영대상(한국능률협회)
- 2004년 고대 경제인대상
- 2005년 고대 경영대교우회 '올해의 교우상'
- 2006년 청조대상 수상
- 2015년 제21회 BPW GOLD AWARD
- 2015년 제19회 국제거래신용대상

## 기타
- 2007년 : 대한민국 제3대 <명예시인> 칭호 (한국시인협회), 통영 <명예시민> 추대

## 활동 사항
- 부산고등학교 재경동창회장 역임
- 고려대학교 교우회 부회장
- 고려대학교 경영대 교우회 특별부회장
- 고려대학교 경제인회 부회장
- 순천박씨종친회 부회장 / 순천박씨장학회 이사
- 한국학중앙연구원 이사
- 부산대첩기념사업회 고문

1. ↑  대학저널 (2018년 1월 10일). “재능교육 박성훈 회장, 40년 교육철학·교육방법 집대성”. 2025년 2월 5일에 확인함.